# Walter Bruch
Walter Bruch, född 2 mars 1908 i Neustadt an der Weinstrasse, död 5 maj 1990 i Hannover, var en tysk TV-pionjär och uppfinnare av TV-färgsystemet PAL.

## Biografi
Bruch studerade vid Technikum Mittweida i Sachsen och var sedan gäståhörare vid Berlins universitet. Där lärde han känna Manfred von Ardenne och Dénes von Mihály.
Walter Bruch deltog redan under 1930-talet i utvecklingen av TV i Tyskland och därmed också i TV-sändningarna i samband med Olympiska sommarspelen 1936. Den enorma TV-kameran (även kallad "olympia-kanon") utvecklades av Emil Mechau på Telefunken med Bruch som medarbetare. Bruch arbetade som operatör med kameran vid olympiaden 1936. Under andra världskriget hade han hand om TV-sändningarna vid Heeresversuchsanstalt i Peenemünde för överföring av raketstarterna till kontrollbunkern. 
1950 var han tillbaka på Telefunken. Bruch utvecklade PAL-systemet som ledare för utvecklingsavdelningen vid Telefunken i Hannover 1962. 1963 anmäldes det till patentverket och 1967 infördes systemet i Västtyskland. PAL-systemet har kommit att bli världens ledande TV-system och används bland annat i Sverige. 